# 慶派
慶派（けいは）は、平安時代末期から江戸時代の仏師の一派。定朝の孫頼助に始まる奈良仏師の傍系出身だが、七条仏所を形成、主流派をなす。

## 名前の由来
名に「慶」のつく仏師を多数輩出したことから。ただし、その正系は南北朝時代以降「康」の字を用いることが多くなる。

## 主な仏師
- 康慶（奈良仏師、康朝の弟子。）
- 運慶
- 快慶
- 湛慶
- 定覚
- 定慶
- 康運
- 康弁
- 康勝
- 運賀
- 運助
- 康俊
- 康正
- 行快
- 栄快
- 長快